# Dimitrie Gianni
Dimitrie Gianni (n. 15 iulie 1838, București – d. 27 iunie 1902, București) a fost un politician și ministru român din secolul al XIX-lea, membru fondator al Partidului Național Liberal din România, la 24 mai 1875.